# 카술레
카술레(프랑스어: cassoulet, 오크어: caçolet)는 흰 강낭콩, 소시지, 오리고기, 거위고기를 넣어 만든 프랑스의 스튜로 랑그도크를 비롯한 옥시타니아 지방의 향토 요리다. 이름은 이 요리를 담는 그릇인 카솔(cassole)에서 따왔다.

## 같이 보기
- 에스카르고